# (310) Margarita
(310) Margarita – planetoida z pasa głównego asteroid okrążająca Słońce w ciągu 4 lat i 214 dni w średniej odległości 2,76 j.a. Została odkryta 16 maja 1891 roku w Observatoire de Nice w Nicei przez Auguste Charloisa. Pochodzenie nazwy planetoidy nie jest znane.